# Digitaal advies
Digitaal advies is een adviesvorm die plaats vindt via digitale kanalen. Vaak vindt er bij deze adviesvorm weinig tot geen persoonlijk contact plaats. Digitaal advies werkt door de inzet van computer algoritmen die de denkwijzen van mensen nabootsen. Dit in tegenstelling tot adviesbureaus waar wel menselijke middelen worden ingezet om advies over te brengen.
Het terrein waarop digitaal advies kan worden ingezet is erg breed en vergelijkbaar met de huidige adviestakken. De inzet reikt van de primaire sector tot de quartaire sector.

## Inzet digitaal advies
Een bekend voorbeeld betreffende de inzet van digitaal advies kan worden gevonden in de financiële sector. Vanaf de economische crisis in 2008 worden robot-advisors ingezet. Deze robot-advisors kunnen klanten voorzien van investeringsadvies op basis van data die verwerkt wordt door een algoritme.